# Колчак, Анатолий Иванович
Анатолий Иванович Колчак (рум. Anatol Colceag, 1 января 1927 — 5 января 2020) — советский и молдавский художник. Живописец. Член Союза художников СССР (1978). Член Союза художников Молдавской ССР (1988). Ветеран Великой Отечественной войны.

## Биография
Анатолий Иванович Колчак родился 1 января 1927 городе в Тирасполе в Молдавской АССР (ныне — Приднестровская Молдавская Республика). Там же прошли его детские и юношеские года. С этого времени он начал увлекаться живописью.
В 1940—1941 годах (до начала войны) занимался в художественной студии Дворца пионеров. На момент начала войны ему было чуть больше 14 лет. Тогда он выживал случайными заработками в Одессе. В 1944 году попал в лагерь новобранцев, который отправили в летний лагерь на курсы военной подготовки.
В 1945 году был призван в армию. После окончания войны продолжил службу в Германии. Из армии был демобилизован по болезни в 1947 году.
С 1951 года по 1956 год учился в Республиканском художественном училище им. Репина. С 1956 по 1968 год работал в родном училище преподавателем.
С 1968 года работал в Художественном Фонде.
Анатолий Иванович является постоянным участником городских, областных и республиканских выставок. В 1973 году принимал участие во Всесоюзной выставке «На страже», которая проходила в Москве.
С 1978 года является членом Союза художников СССР, с 1988 года член Союза художников Молдавской ССР.
В 2017 году в Дубоссарской картинной галерее прошла персональная выставка Анатолия Ивановича Колчака, посвящённая его 90-летию, а также 65-летию его творческой деятельности.
Работы Анатолия Ивановича Колчака находятся в музеях и частных собраниях в Японии, Германии, Израиле, Голландии, США, Франции, России, Украине, Молдавии и Приднестровья.
Умер 5 января 2020 года в Дубоссарах.

## Семья
Жена — Нелли Михайловна Говорина.

## Награды и звания
За успехи в работе Анатолий Иванович Колчак был отмечен, как «Отличник народного образования».